# 고마이노
고마이노(일본어: 駒井野)는 일본 지바현 나리타시에 있는 오아자이다. 2017년 10월 31일 기준 이 지역의 인구는 48명이다. 우편번호는 나리타 국제공항 부지 내의 경우 282-0021, 그 외 기타 부지의 경우 282-0121이다.

## 지리
나리타시 동남부에 있으며 도야마 지구에 속한다. 주변의 오아자로는 고스게, 나가타, 호리노우치, 돗코, 후루고메, 덴나미, 오시미즈가 접해 있다.
고마이노를 기준으로 동서로 게이세이 본선이 지나고 있지만 이 지역에 정차하는 역은 없다. 또한 게이세이 본선과 게이세이 히가시나리타선의 분기점인 고마이노 신호장은 고마이노가 아닌 바로 인접한 돗코에 있다.
고마이노의 동남쪽 구역이 신도쿄 국제공항(현 나리타 국제공항) 1기 지구 부지의 일부에 속해 있어 A활주로의 활주로 끄트머리(활주로 번호 16R)과 유도선 등의 공항 시설이 설치되어 있다.

## 역사
구석기 시대 말기 잔석기가 출토된 고마이노아라쓰이 유적(현 매러더 인터네셔널 호텔 나리타 건설지)과 다이노타 유적이 있으며, 조몬 시대에 설치된 것으로 보이는 함정이 다수 발견된 것을 보아 예로부터 사람이 거주하던 곳으로 추정된다.
중세 시대는 시모사국 도야마카타미쿠리야 지방의 일부로 이 당시를 대표하는 유적으로 고마이노 성곽 유적이 있다.
고마이노는 에도 시대 시기 미나가와번의 영역이었다가 사쿠라번 영역에 속하게 되었으며 이 시기부터 농업을 영위하는 일명 "고촌"이라 부르는 오래된 마을이었다. 특히 시모사 대지가 침식되어 만들어진 곡호(谷戸)에는 예로부터 곡진전이라는 습전(湿田)에서 농작이 이루어졌다. 그래서 에도 시대부터 농업이 계속되어온 취락을 고촌(古村)이라고 했으며, 강력한 촌락공동체가 형성되어 있었다.
고마이노에는 과거 시인 미즈노 요슈가 살면서 땅이 개간되는 모습을 노래한 단가를 짓기도 했다.
이 땅은 시모사국과 가즈사국의 분수령에 위치하고, 에도 시대에는 천령의 대관이 관할하는 구역의 말단이었기에 강력한 통치권이 미치지 않았다. 그래서 권력에 반항적인 풍토가 형성되어 있었다고 한다. 1914년 이미 농민조합이 조직된 시바야마정(당시는 지요다촌과 후타가와촌으로 나뉘어져 있었음)은 농촌의 계급지배에 관한 수많은 분쟁이 이루어졌으며, 지바현에서 농민운동이 가장 활발한 지역이었다.
나리타시에 편입되기 전에는 시모하부군 도야마촌, 고마이노촌에 속해 있었다.
2차대전 이후 60년대 들어 신도쿄 국제공항 건설 당시 발생한 산리즈카 투쟁(나리타 공항 문제) 당시 단결소옥이 설치되었고, 나리타 공항 예정지의 대집행 당시에는 견고하게 만들어진 단결소옥(이른바 '요새')을 둘러싸고 격렬한 공방전이 일어났다. 또한 일평지주운동도 발생해 이 문제로 재판도 이어지고 있다. 다만 고촌 지역은 부락 유력자들의 영향이 강했으며 특히 나리타의 고마이노, 돗코에서는 유력자가 조건 찬성파로 돌아서자 부락 전체가 같이 의향을 바꿔서 대부분의 경우 조건부로 땅을 매각하고 나간 경우도 많이 있었다.

## 교통
도로의 경우 국도 제295호선(공항 대로·고스게, 돗코 방향) 및 지바현도·이바라키현도 제44호선 나리타오미가와카시마코선(고스케, 돗코 방향)이 지난다.

## 인구
2017년 10월 31일 기준 고마이노의 인구는 다음과 같다.
| 오아자   | 세대   | 인구 |
| -------- | ------ | ---- |
| 고마이노 | 24세대 | 48명 |

## 교육
고마이노 지역은 명목상 소학교의 경우 나리타시립 도야마 소학교에, 중학교의 경우 나리타시립 도야마 중학교에 학군에 속해 학교를 다니게 된다.

## 같이 보기
- 산리즈카
- 나리타 공항 문제